# Тензорное произведение
Тензорное произведение — операция над векторными пространствами, а также над элементами (векторами, матрицами, операторами, тензорами и т. д.) перемножаемых пространств.
Тензорное произведение линейных пространств {\displaystyle A} и {\displaystyle B} есть линейное пространство, обозначаемое {\displaystyle A\otimes B}.
Для элементов {\displaystyle a\in A} и {\displaystyle b\in B} их тензорное произведение {\displaystyle a\otimes b} лежит в пространстве {\displaystyle A\otimes B}.
Обозначение тензорного произведения произошло по аналогии с обозначением для декартова произведения множеств.

## Тензорное произведение линейных (векторных) пространств

### Конечномерные пространства
Пусть {\displaystyle A} и {\displaystyle B} — конечномерные векторные пространства над полем {\displaystyle K}, {\displaystyle \{e_{i}\}_{i=1\dots n}} — базис в {\displaystyle A}, {\displaystyle \{f_{k}\}_{k=1\dots m}} — базис в {\displaystyle B}. Тензорным произведением {\displaystyle A\otimes B} пространств {\displaystyle A} и {\displaystyle B} будем называть векторное пространство, порождённое элементами {\displaystyle e_{i}\otimes f_{k}}, называемыми тензорными произведениями базисных векторов. Тензорное произведение {\displaystyle a\otimes b} произвольных векторов {\displaystyle a\in A,~b\in B} можно определить, полагая операцию {\displaystyle \otimes } билинейной:
{\displaystyle (\lambda a_{1}+\mu a_{2})\otimes b=\lambda \,a_{1}\otimes b+\mu \,a_{2}\otimes b,~~\lambda ,\mu \in K}
{\displaystyle a\otimes (\lambda b_{1}+\mu b_{2})=\lambda \,a\otimes b_{1}+\mu \,a\otimes b_{2},~~\lambda ,\mu \in K}
При этом тензорное произведение произвольных векторов {\displaystyle a} и {\displaystyle b} выражается как линейная комбинация базисных векторов {\displaystyle e_{i}\otimes f_{k}}. Элементы в {\displaystyle A\otimes B}, представимые в виде {\displaystyle a\otimes b}, называются разложимыми.
Хотя тензорное произведение пространств определяется через выбор базисов, его геометрические свойства не зависят от этого выбора.

### Определение с помощьюуниверсального свойства
Тензорное произведение — это в некотором смысле наиболее общее пространство, в которое можно билинейно отобразить исходные пространства. А именно, для любого другого пространства {\displaystyle C} и билинейного отображения {\displaystyle \otimes ^{\prime }:A\times B\to C} существует единственное линейное отображение {\displaystyle f:A\otimes B\to C} такое, что
{\displaystyle \otimes ^{\prime }=f\circ \otimes ,}
где {\displaystyle \circ } обозначает композицию функций.
В частности, отсюда следует, что тензорное произведение не зависит от выбора базисов в {\displaystyle A} и {\displaystyle B}, так как все удовлетворяющие универсальному свойству пространства {\displaystyle A\otimes B} оказываются канонически изоморфны.
Таким образом, задание произвольного билинейного отображения {\displaystyle L^{2}\ni \varphi :A\times B\to C} эквивалентно заданию линейного отображения {\displaystyle L\ni \varphi :A\otimes B\to C}: пространства {\displaystyle \ L^{2}(A\times B,C)} и {\displaystyle L(A\otimes B,C)} являются канонически изоморфными.

### Произведение более чем двух пространств
Приведенное универсальное свойство может быть продолжено на произведения более чем двух пространств. Например, пусть {\displaystyle V_{1}}, {\displaystyle V_{2}}, и {\displaystyle V_{3}} — три векторных пространства. Тензорное произведение {\displaystyle V_{1}\otimes V_{2}\otimes V_{3}} вместе с трилинейным отображением из прямого произведения
{\displaystyle \varphi :V_{1}\times V_{2}\times V_{3}\to V_{1}\otimes V_{2}\otimes V_{3}}
имеет такой вид, что любое трилинейное отображение {\displaystyle F} из прямого произведения в векторное пространство {\displaystyle W}
{\displaystyle F:V_{1}\times V_{2}\times V_{3}\to W}
единственным образом пропускается через тензорное произведение:
{\displaystyle F=L\circ \varphi }
где {\displaystyle L} — линейное отображение. Тензорное произведение характеризуется этим свойством однозначно, с точностью до изоморфизма. Результат приведенной конструкции совпадает с повторением тензорного произведения двух пространств. Например, если {\displaystyle V_{1}}, {\displaystyle V_{2}} и {\displaystyle V_{3}} — три векторных пространства, то существует (естественный) изоморфизм
{\displaystyle V_{1}\otimes V_{2}\otimes V_{3}\cong V_{1}\otimes (V_{2}\otimes V_{3})\cong (V_{1}\otimes V_{2})\otimes V_{3}.}
В общем случае тензорное произведение произвольного индексированного семейства множеств {\displaystyle V_{i}}, {\displaystyle i\in I} определяется как универсальный объект для полилинейных отображений из прямого произведения {\displaystyle \textstyle \prod _{i\in I}V_{i}}.
Пусть {\displaystyle n} — произвольное натуральное число. Тогда {\displaystyle n}-й тензорной степенью пространства {\displaystyle V} называется тензорное произведение {\displaystyle n} копий {\displaystyle V}:
{\displaystyle V^{\otimes n}\;{\overset {\mathrm {def} }{=}}\;\underbrace {V\otimes \cdots \otimes V} _{n}.}

### Функториальность
Тензорное произведение действует также на линейных отображениях. Пусть {\displaystyle A\colon U_{1}\to U_{2}}, {\displaystyle B\colon W_{1}\to W_{2}} — линейные операторы. Тензорное произведение операторов {\displaystyle A\otimes B\colon U_{1}\otimes W_{1}\to U_{2}\otimes W_{2}} определяется по правилу
{\displaystyle (A\otimes B)(u\otimes w)=(Au)\otimes (Bw),~~u\in U_{1},\,w\in W_{1}}
После этого определения тензорное произведение становится бифунктором из категории векторных пространств в себя, ковариантным по обоим аргументам.
Если матрицы операторов A и B при некотором выборе базисов имеют вид
{\displaystyle \mathrm {A} ={\begin{bmatrix}a_{11}&\cdots &a_{1n}\\\vdots &\ddots &\vdots \\a_{m1}&\cdots &a_{mn}\end{bmatrix}}}
{\displaystyle \mathrm {B} ={\begin{bmatrix}b_{11}&\cdots &b_{1q}\\\vdots &\ddots &\vdots \\b_{p1}&\cdots &b_{pq}\end{bmatrix}}}
то матрица их тензорного произведения запишется в базисе, образованном тензорным произведением базисов, в виде блочной матрицы
{\displaystyle \mathrm {A} \otimes \mathrm {B} ={\begin{bmatrix}a_{11}B&\cdots &a_{1n}B\\\vdots &\ddots &\vdots \\a_{m1}B&\cdots &a_{mn}B\end{bmatrix}}=}
{\displaystyle ={\begin{bmatrix}a_{11}b_{11}&a_{11}b_{12}&\cdots &a_{11}b_{1q}&\cdots &\cdots &a_{1n}b_{11}&a_{1n}b_{12}&\cdots &a_{1n}b_{1q}\\a_{11}b_{21}&a_{11}b_{22}&\cdots &a_{11}b_{2q}&\cdots &\cdots &a_{1n}b_{21}&a_{1n}b_{22}&\cdots &a_{1n}b_{2q}\\\vdots &\vdots &\ddots &\vdots &&&\vdots &\vdots &\ddots &\vdots \\a_{11}b_{p1}&a_{11}b_{p2}&\cdots &a_{11}b_{pq}&\cdots &\cdots &a_{1n}b_{p1}&a_{1n}b_{p2}&\cdots &a_{1n}b_{pq}\\\vdots &\vdots &&\vdots &\ddots &&\vdots &\vdots &&\vdots \\\vdots &\vdots &&\vdots &&\ddots &\vdots &\vdots &&\vdots \\a_{m1}b_{11}&a_{m1}b_{12}&\cdots &a_{m1}b_{1q}&\cdots &\cdots &a_{mn}b_{11}&a_{mn}b_{12}&\cdots &a_{mn}b_{1q}\\a_{m1}b_{21}&a_{m1}b_{22}&\cdots &a_{m1}b_{2q}&\cdots &\cdots &a_{mn}b_{21}&a_{mn}b_{22}&\cdots &a_{mn}b_{2q}\\\vdots &\vdots &\ddots &\vdots &&&\vdots &\vdots &\ddots &\vdots \\a_{m1}b_{p1}&a_{m1}b_{p2}&\cdots &a_{m1}b_{pq}&\cdots &\cdots &a_{mn}b_{p1}&a_{mn}b_{p2}&\cdots &a_{mn}b_{pq}\end{bmatrix}}}
Соответствующая операция над матрицами называется кронекеровским произведением, по имени Леопольда Кронекера.

## Частные случаи

### Тензорное произведение двух векторов
(Матричное) умножение вектора-столбца справа на вектор-строку описывет их тензорное произведение:
{\displaystyle \mathbf {a} \otimes \mathbf {b} \leftrightarrow {\begin{bmatrix}a_{1}\\a_{2}\\a_{3}\\a_{4}\end{bmatrix}}{\begin{bmatrix}b_{1}&b_{2}&b_{3}\end{bmatrix}}={\begin{bmatrix}a_{1}b_{1}&a_{1}b_{2}&a_{1}b_{3}\\a_{2}b_{1}&a_{2}b_{2}&a_{2}b_{3}\\a_{3}b_{1}&a_{3}b_{2}&a_{3}b_{3}\\a_{4}b_{1}&a_{4}b_{2}&a_{4}b_{3}\end{bmatrix}}.}

## Свойства
- {\displaystyle \dim A\otimes B=\dim A\cdot \dim B}

Следующие алгебраические свойства основаны на каноническом изоморфизме:
- Ассоциативность

{\displaystyle (A\otimes B)\otimes C\simeq A\otimes (B\otimes C)}
- Формально говоря, тензорное произведение не коммутативно, но существует естественный изоморфизм {\displaystyle A\otimes B\to B\otimes A}
- Линейность

{\displaystyle A\otimes (B\oplus C)\simeq (A\otimes B)\oplus (A\otimes C)}
{\displaystyle \oplus } — внешняя сумма линейных пространств.

## Тензорное произведение модулей
Пусть {\displaystyle A_{1},A_{2},\dots ,A_{n}} — модули над некоторым коммутативным кольцом {\displaystyle R}. Тензорным произведением модулей называется модуль {\displaystyle B} над {\displaystyle R}, данный вместе с полилинейным отображением {\displaystyle f\colon A_{1}\times \dots \times A_{n}\to B} и обладающий свойством универсальности, то есть такой, что для всякого модуля {\displaystyle C} над {\displaystyle R} и любого полилинейного отображения {\displaystyle g\colon A_{1}\times \dots \times A_{n}\to C} существует единственный гомоморфизм модулей {\displaystyle h\colon B\to C} такой, что диаграмма
коммутативна. Тензорное произведение обозначается {\displaystyle A_{1}\otimes \ldots \otimes A_{n}}. Из универсальности тензорного произведения следует, что оно определено однозначно с точностью до изоморфизма.
Для доказательства существования тензорного произведения любых модулей над коммутативным кольцом построим свободный модуль {\displaystyle M}, образующими которого будут n-ки элементов модулей {\displaystyle (x_{1},\dots ,x_{n})} где {\displaystyle x_{i}\in A_{i}}. Пусть {\displaystyle N} — подмодуль {\displaystyle M}, порождаемый следующими элементами:
1. {\displaystyle (x_{1},\dots ,x_{i}+y_{i},\dots ,x_{n})-(x_{1},\dots ,x_{i},\dots ,x_{n})-(x_{1},\dots ,y_{i},\dots ,x_{n})}
2. {\displaystyle (x_{1},\dots ,\lambda x_{i},\dots ,x_{n})-\lambda (x_{1},\dots ,x_{i},\dots ,x_{n})}

Тензорное произведение определяется как фактормодуль {\displaystyle B=M/N}, класс {\displaystyle (x_{1},\dots ,x_{n})+N} обозначается {\displaystyle x_{1}\otimes \dots \otimes x_{n}}, и называется тензорным произведением элементов {\displaystyle x_{i}}, a {\displaystyle f} определяется как соответствующее индуцированное отображение.
Из 1) и 2) следует что отображение {\displaystyle f\colon A_{1}\times \dots \times A_{n}\to B} полилинейно. Докажем, что для любого модуля {\displaystyle C} и любого полилинейного отображения {\displaystyle g\colon A_{1}\times \dots \times A_{n}\to C} существует единственный гомоморфизм модулей {\displaystyle h}, такой, что {\displaystyle g=h\circ f}.
В самом деле, так как {\displaystyle M} свободен, то существует единственное отображение {\displaystyle h^{*}}, делающее диаграмму
коммутативной, а в силу того, что {\displaystyle g} полилинейно, то на {\displaystyle N} {\displaystyle h^{*}(N)=0}, отсюда, переходя к индуцированному отображению, получаем, что {\displaystyle h\colon M/N\to C}, будет тем самым единственным гомоморфизмом, существование которого и требовалось доказать.
Элементы {\displaystyle A_{1}\otimes \dots \otimes A_{n}}, представимые в виде {\displaystyle x_{1}\otimes \dots \otimes x_{n}}, называются разложимыми.
Если {\displaystyle f_{i}\colon A_{i}\to B_{i}} — изоморфизмы модулей, то индуцированный гомоморфизм, соответствующий билинейному отображению
{\displaystyle f_{1}\otimes \dots \otimes f_{n}\colon A_{1}\otimes \dots \otimes A_{n}\to B_{1}\otimes \dots \otimes B_{n}}
существующий по свойству универсальности, называется тензорным произведением гомоморфизмов {\displaystyle f_{i}}.
Особенно простой случай получается в случае свободных модулей. Пусть {\displaystyle e_{i1},\dots ,e_{in}} — базис модуля {\displaystyle A_{i}}. Построим свободный модуль {\displaystyle F} над нашим кольцом, имеющий в качестве базиса элементы, соответствующие n-кам {\displaystyle (e_{1m},e_{2p},\dots ,e_{ns})}, определив отображение {\displaystyle f(e_{1m},e_{2p},\dots ,e_{ns})\to (e_{1m},e_{2p},\dots ,e_{ns})} и распространив его на {\displaystyle A_{1}\times \dots \times A_{n}} по линейности. Тогда {\displaystyle F} является тензорным произведением, где {\displaystyle (e_{1m},e_{2p},\dots ,e_{ns})} является тензорным произведением элементов {\displaystyle e_{1m}\otimes e_{2p}\otimes \dots \otimes e_{ns}}. Если число модулей и все их базисы конечны, то
{\displaystyle \mathrm {rank} (A_{1}\otimes \dots \otimes A_{n})=\mathrm {rank} \,A_{1}\cdot \dots \cdot \mathrm {rank} \,A_{n}}.